# Agata Stępień (koszykarka)
Agata Stępień (ur. 28 grudnia 1995 w Gdyni) – polska koszykarka występująca na pozycjach rozgrywającej lub rzucającej, obecnie zawodniczka AZS Uniwersytetu Gdańskiego, reprezentantka Polski w koszykówce 3x3.

## Osiągnięcia
Stan na 4 kwietnia 2022, na podstawie, o ile nie zaznaczono inaczej.
Drużynowe
- Mistrzyni Polski U–18 3x3 (2013)
- Wicemistrzyni Polski juniorek (2012, 2013[3])
- Brązowa medalistka mistrzostw Polski juniorek starszych (2012, 2013)

Indywidualne
- MVP miesiąca I ligi (listopad 2021)[4]
- Zaliczona do I składu:
  - grupy A I ligi (2022)[5]
  - mistrzostw Polski juniorek (2013)[3]
- Liderka:
  - strzelczyń II ligi (2017)
  - w skuteczności rzutów za 3 punkty I ligi (2016)

Reprezentacja
- Mistrzyni Europy U–18 dywizji B (2013)
- Uczestniczka:
  - uniwersjady (2017 – 13. miejsce)[6]
  - turnieju Prague Masters 3x3 (2018 – 5. miejsce)
  - 3x3 Central Europe Tour (2019 – 5. miejsce)